# Penfolds
Penfolds — австралийское винодельческое хозяйство, основанное в середине XIX века английским врачом Кристофером Роусоном Пенфолдом и его женой Мэри, эмигрировавшими в Австралию. Одно из старейших винодельческих хозяйств континента. В настоящее время входит в состав Treasury Wine Estates. Главным виноделом Penfolds с 2002 года является Питер Гаго.

## История
Кристофер и Мэри Пенфолд прибыли в Австралию из Ангмеринга, Западный Сассекс. Они приобрели поместье Magill (первоначально Mackgill) площадью 500 акров (200 га) у подножия хребта Маунт-Лофти. На этих землях они построили коттедж The Grange и высадили лозы французских сортов винограда, привезенные из Англии.
Кристофер открыл небольшую клинику в восточном предместье Аделаиды. Пенфолды верили в целебные свойства вина и хотели создать на его основе лекарство для борьбы с анемией. Первоначально они производили для своих пациентов крепленые вина в стиле хереса и портвейна. В связи с ростом спроса именно на вино они усовершенствовали винодельню, которая открылась в 1844 году и получила название Penfold’s (позже трансформировалось в Penfolds).
В то время как Кристофер занимался по большей части медициной, Мэри полностью погрузилась в виноделие и виноградарство. Она лично занималась уходом за лозами и купажированием вин. В 1870 году Кристофер скончался в возрасте 59 лет, и Мэри приняла руководство компанией на себя. На момент смерти Кристофера хозяйство располагало 60 акрами (24 га) виноградников разных сортов, среди которых были гренаш, вердельо, матаро (мурведр), фронтиньяк и педро хименес, и производило как сладкие, так и сухие вина для рынка штатов Виктория и Новый Южный Уэльс. В газете 1874 года сохранилось упоминание о том, что Мэри Пенфолд лично следит за всеми процессами и купажирует трех-четырехлетние вина, не руководствуясь какими-либо правилами, а полностью полагаясь на свой вкус.
Мэри отошла от дел в 1884 году в возрасте 68 лет. На тот момент винодельня владела почти третью всех винных магазинов в Южной Австралии и была отмечена на колониальной выставке в Лондоне. Руководство винодельней приняли на себя дочь Мэри Джорджина и зять Томас Хайланд, которые впоследствии передали бизнес своим двум сыновьям и двум дочерям. Семья Пенфолдов продолжала развивать винный бизнес после смерти Мэри в 1896 году. После того, как компания стала публичной в 1962 году, Пенфолды сохраняли за собой контрольный пакет акций до 1976 года.
В 1940—1950-х годах компания сфокусировалась на производстве сухих вин. Эти шаги были предприняты после того, как главный винодел Penfolds Макс Шуберт посетил множество винодельческих стран Старого Света, где изучал европейские техники виноделия. Первоначально целью Шуберта было изучение технологий производства хереса, но впоследствии акценты сместились. Впечатления Шуберта, полученные им в Бордо, привели к созданию наиболее известного из великих вин Австралии — Grange Hermitage, позже названного Grange.
Шуберт поставил перед собой цель сделать вина, сопоставимые по качеству и вкусовым характеристикам с лучшими бордо. Серия Bin появилась в 1951 году, когда Шуберт обнародовал экспериментальное вино, названное Bin 1 по номеру хранилища в погребе, где оно выдерживалось. В 1960-х компания представила серию красных вин: Bin 389, Bin 707, Bin 28 и Bin 128, которые по сей день являются флагманскими винами бренда.

## Виноградники[5]

### Adelaida
- Усадьба Магилл (5,34 га) — шираз

### Barossa Valley
- Кalimna (290 га в собственности, на 153 га высажены лозы) — шираз, каберне совиньон, матаро (мурведр), санджовезе
- Koonunga Hill (93 га) — шираз, каберне совиньон
- Waltons (317 га в собственности, на 130 га высажены лозы) — шираз, каберне совиньон, матаро (мурведр)
- Stonewell (33 гектара) — шираз, каберне совиньон

### Eden Valley
- High Eden (66,42 га) — рислинг, пино нуар, шардоне, совиньон блан
- Woodbury (69,56 га) — н/д, возможно, рислинг и гевюрцтраминер

McLaren Vale (141 га, четыре виноградника) — шираз, гренаш, каберне совиньон
Coonawarra (около 50 га) — в основном каберне совиньон и шираз